# Gürkan Uygun
Gürkan Uygun (İzmit, 27 de mayo de 1974 -  ),  es un actor turco de origen georgiano.

## Biografía
Fue durante sus años en la escuela secundaria donde se inició en el teatro. En 1990 comenzó a dedicarse al teatro aficionado para luego estudiar en el Teatro Dormen. 
En 1996, hizo su aparición en series de televisión: Dulces Madfellows , Aquello hubiera pasado , Número Siete, Corazón loco, etc.  Se hizoconocido por su papel de Memati en la película Kurtlar Vadisi. Interpretó a Memati en la serie de televisión Kurtlar Vadisi Pusu. Luego de algunos episodios, interpretó a Mimar Sinan en la serie The Magnificent Century.  Entre los años 2013-2015, Serhat Hakeri fue retratado en la serie fugitiva .

## Filmografía

### Películas
- Ankara Yazı Veda Mektubu - 2016
- Somuncu Baba: Aşkın Sırrı: 2016 - I. Bayezid
- Deliormanlı : Murat Şeker - 2016 (Tahsin Kara)
- Hep Yek : Ali Yorgancıoğlu - 2016 (Cevat)
- Günce :Gürcan Mete Şener ve Kemal Uzun 2003 (Kağıt Toplayıcı)https://www.imdb.com/name/nm1699178/
- Bizans Oyunları : Gani Müjde - 2016 (Gazi Magosa)
- Bana Masal Anlatma : Burak Aksak - 2015 (Jilet, Topal)
- Unutursam Fısılda : Çağan Irmak - 2014
- Çakallarla Dans 3: Sıfır Sıkıntı : Murat Şeker - 2014
- Tamammıyız? : Çağan Irmak - 2013 (İhsanın Babası)
- Çanakkale: Yolun Sonu : Serdar Akar - 2013 (Onbaşı Muhsin, keskin nişancı)
- Hititya Mangala Çarkı - 2013
- Kurtlar Vadisi Filistin : Zübeyr Şaşmaz - 2011 (Memati Baş)
- Kurtlar Vadisi Irak : Serdar Akar - 2006 (Memati Baş)
- Çarpışma : Umut Aral - 2005
- Fasulye (film) : Bora Tekay - 1999 (Cengiz)
- Hoşçakal Yarın : Reis Çelik - 1998

### Series
- Despreocupado - 1994
- Dulces Madfellows - 1995
- Último Kumpanya - 1997
- Un montón de teatro
- Affet nuestro profesor - 1998
- Sería Mi - 1998
- La historia de la serpiente - 1999
- Número siete - 2000
- Mi amor - 2001
- Deli Yürek - 2002 - Cihan
- Flower Taxi - 2002
- Mi padre liberado del sombrero - 2003
- Valle de los lobos - 2003-2005 (Memati Baş)
- Valle de los Lobos - 2007 (Memati Baş)
- El valle de los lobos - 2007-2012 (Memati Baş)
- Halil İbrahim sofrası - 2010 (él mismo Gürkan Uygun) (invitado)
- Siglo Magnífico - 2013 (Mimar Sinan)
- Fugas - 2013-2015 (Serhat Hakeri)
- Ámbar - 2016 (Orhan Yarımcalı)
- Esta ciudad viene detrás de ti - 2017 (Şahin Vargı)
- Mehmed el conquistador - 2018 (Delibaş)
- Payitaht: Abdülhamid - 2018-presente (Halil Khalid)

### Películas publicitarias
- Turkcell Shubuo - 2003

### Documental
- Afife Jale - 1997